# Ташка (Оклахома)
Ташка (енгл. Tushka) град је у америчкој савезној држави Оклахома.

## Демографија
По попису из 2010. године број становника је 312, што је 33 (-9,6%) становника мање него 2000. године.
| Група             | 2000.       | 2010.       |
| Белци             | 246 (71,3%) | 222 (71,2%) |
| Афроамериканци    | 0 (0,0%)    | 3 (1,0%)    |
| Азијати           | 0 (0,0%)    | 3 (1,0%)    |
| Хиспаноамериканци | 7 (2,0%)    | 7 (2,2%)    |
| Укупно            | 345         | 312         |